# Luci Virgini Tricost (cònsol 435 aC)
Luci Virgini Tricost (llatí: Lucius Virginius Tricostus) va ser un magistrat romà.
Va ser elegit cònsol l'any 435 aC junt amb Gai Juli Jul. En aquest darrer any una pesta es va abatre sobre Roma fins al punt que no va ser possible fer cap expedició fora del territori, i encara es va haver de fer front als atacs de Fidenes i Veïs que van arribar fins a la porta Collina. Juli Jul va defensar la ciutat a les muralles i Tricost va anar al senat pel nomenament d'un dictador.
Licini Macer diu que tots dos van ser cònsols altre cop l'any 434 aC, però altres fonts donen com a cònsols d'aquell any a Marc Manli Capitolí i Quint Sulpici Pretextat, i altres encara diuen que en lloc de cònsols hi va haver tribuns amb potestat consular.